# 库陶绍
库陶绍，是匈牙利诺格拉德州所辖的一个村。总面积6.05平方公里，总人口117，人口密度19.3人/平方公里（2011年1月1日）。